# Capitol Bernburg

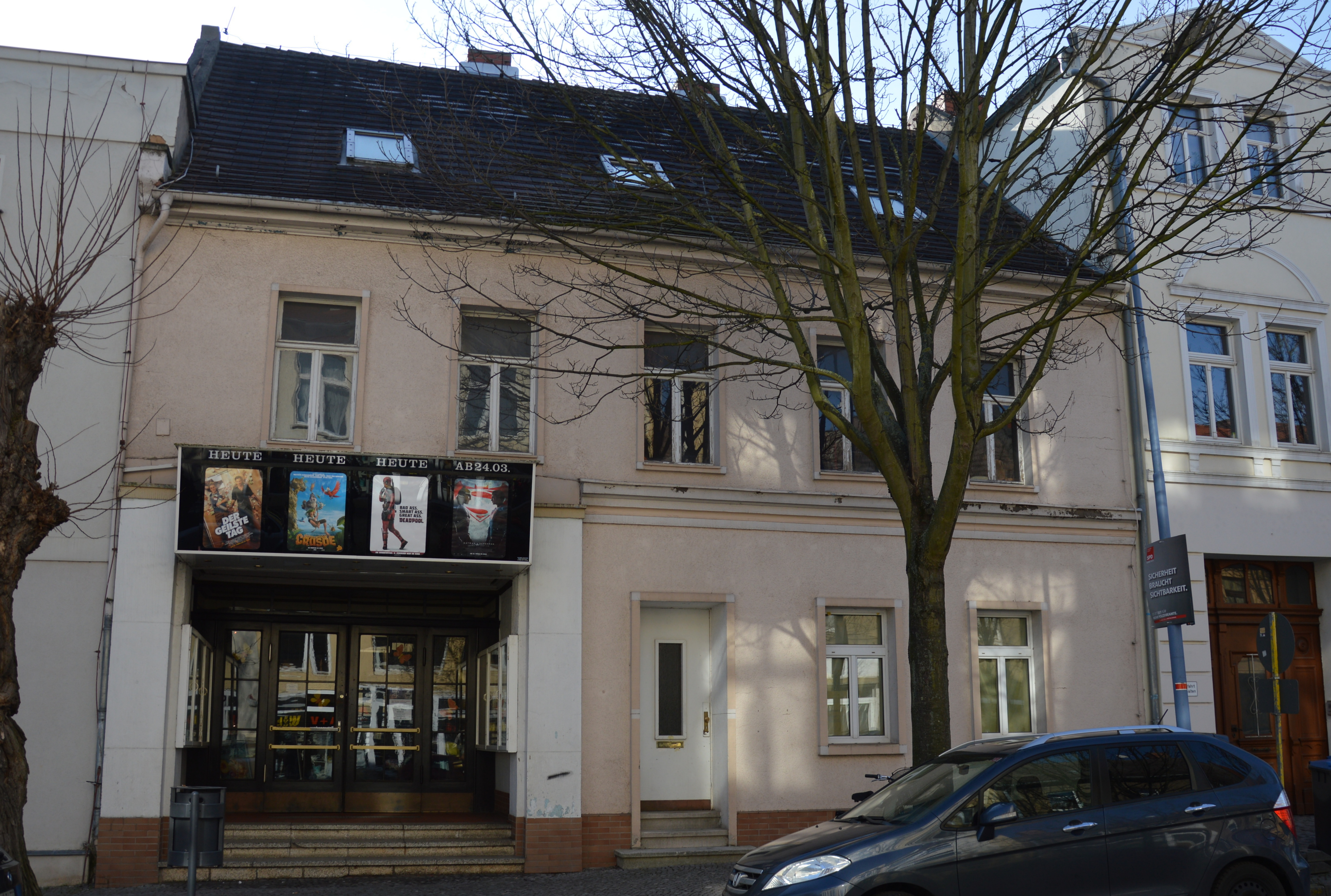
Capitol Bernburg, Blick von der Auguststraße

Das Capitol Bernburg ist ein denkmalgeschütztes Kino in der Stadt Bernburg (Saale) in Sachsen-Anhalt.

## Lage
Das Kino befindet sich an der Adresse Auguststraße 14 in Bernburg auf der Südseite der Auguststraße auf dem Hof zwischen den Grundstücken Auguststraße 12, 14 und Karlsstraße 6.

## Architektur und Geschichte

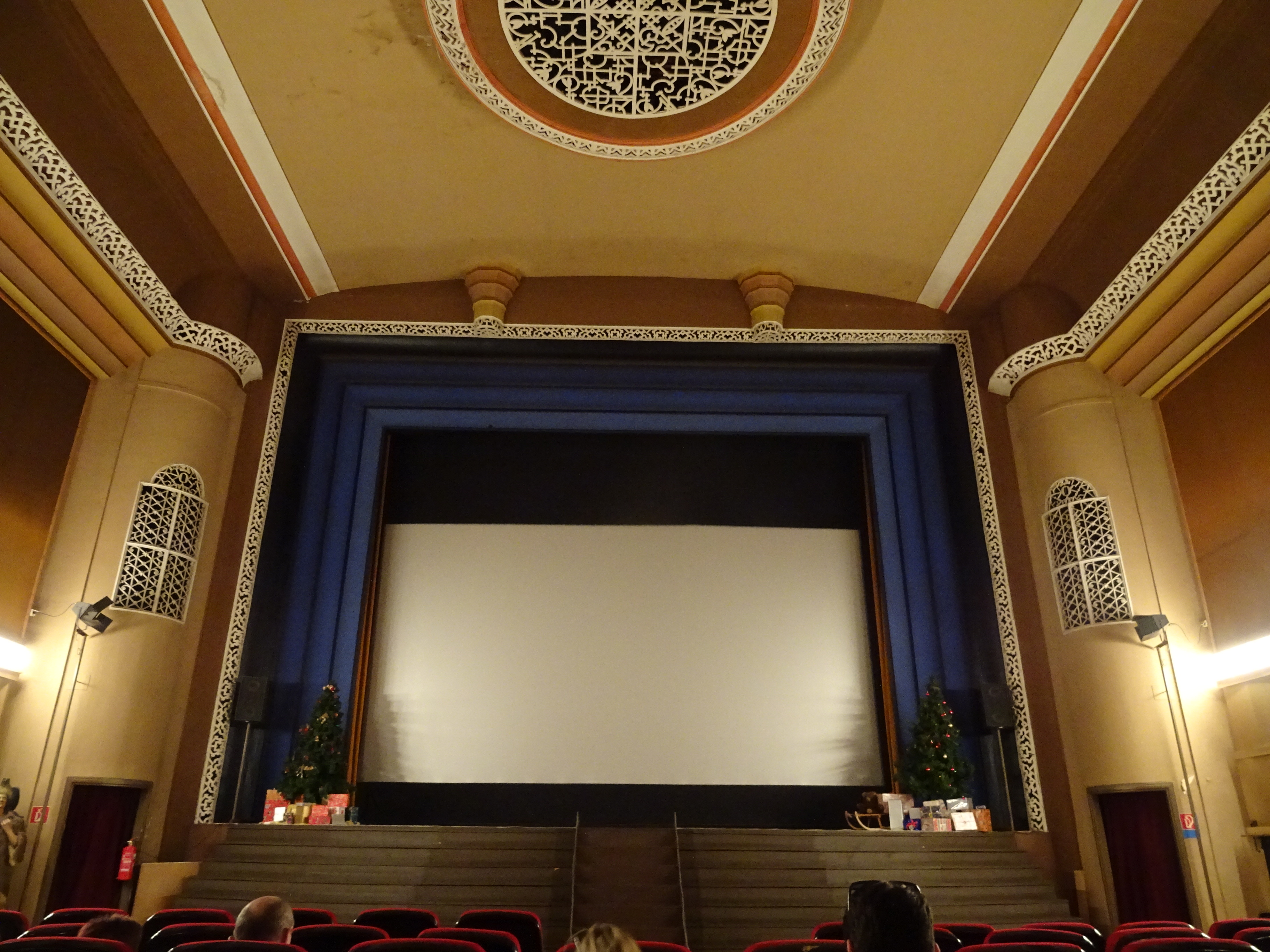
Der große Kinosaal

Das Kino wurde im Jahr 1927 nach einem Entwurf Friedrich Bunses für den Kinobetreiber Ottomar Tschakert (1874–1943) im Stil des Art déco errichtet. Es wird vom Betreiber als einzig erhaltenes Art-déco-Kino in Deutschland bezeichnet. Tschakert hatte bereits 1908 das Lichtspieltheater Weltspiegel am Markt in Bernburg eröffnet. Außerdem betrieb er den Globus Filmverleih. 1911 erbaute er das 600 Personen fassende Cinephon Kino am Karlsplatz 28 / Lindenstraße. Später trug es den Namen Lindenlichtspiele.
Um einen größeren Filmpalast zu bauen, erwarb Tschakert Häuser in der Auguststraße. Nach dem Ersten Weltkrieg plante er den Abriss der Gebäude, um einen modernen großen Eingangsbereich für ein neues Kino zu errichten. Seitens der Stadt wurde jedoch eine Abrissgenehmigung verweigert. Tschakert ließ das Kino daher auf dem Hof der Grundstücke, anstelle des ehemaligen Gasthauses Bayerischer Hof errichten, so dass die prächtige Gestaltung des Kinos von der Straße aus nicht zu sehen ist.
Es entstand ein Ziegelbau mit knapp 1000 Sitzplätzen. Die Fassade ist klar gegliedert und mit Pfeilern, Lisenen und Ziegelfriesen versehen. Oberhalb der Ein- und Ausgänge sowie an den Fenster- und Balkonbrüstungen sind Ornamente angebracht. Im Inneren des Kinos bestand auch eine Kleinkunstbühne. Die Ausstattung umfasste eine Klimaanlage und indirekte Beleuchtung. Es war sowohl die Aufführung von Stumm- als auch von Tonfilmen möglich. Die Leinwand war ungewöhnlich groß, größer als die heute genutzte. Sie konnte durch zwei unterschiedlich farbige Vorhänge verdeckt werden. Später wurde die gute Akustik des Saals durch eine Bespannung der Wände mit Stoff verbessert. Der Saal diente auch für Musikveranstaltungen. Es bestand ein Orchestergraben sowie links und rechts der Bühne Bühnenzimmer.
Die Einweihung erfolgte am 14. November 1927 mit 560 Gästen. Zunächst wurde ein während der Bauarbeiten des Capitols gedrehter Film über die Entstehungsgeschichte des Kinos und dann der Film Der Meister von Nürnberg gezeigt. Eine aus zwölf Personen bestehende Hauskapelle spielte unter Kapellmeister Mann zur akustischen Untermalung.
Nach Ende des Zweiten Weltkriegs wurde der Eigentümer, Tschakert war bereits 1943 verstorben, wie alle Kinobesitzer in Sachsen-Anhalt enteignet.
Das Capitol wurde dann mehrfach umgebaut. Im Jahr 1960 entfernte man den Orchestergraben und baute die Tonanlage und den Bühnenraum um. 1964 erfolgte ein weitgehender Umbau. Sowohl der Saal als auch der Rang wurden erneuert und der Raum mit neuen Farben versehen. Auch wurde eine größere Leinwand eingefügt. Die Neueröffnung erfolgte zum Ende des Jahres 1964.
Am 30. September 1985 begann ein erneuter Umbau, der bis 1987 andauerte. Eine im oberen Geschoss bestehende Cafébar wurde durch ein Clubkino ersetzt, sämtliche Sitze erneuert und eine neue Heizung installiert. Außerdem wurde die noch heute vorhandene Visionsbar eingefügt. Sie ist mit einer breiten Scheibe vom restlichen Kinosaal abgetrennt und verfügte zunächst über neun Tische und einen großen Tresen. Ihr Einbau war ursprünglich bereits für 1981 vorgesehen. Die Wiedereröffnung erfolgte im Oktober 1987. Das Capitol wurde eines der Festivaltheater der DDR. Der Betrieb des Kinos oblag der Bezirksfilmdirektion Halle (Saale).
1990 wurde das Kino wieder privatisiert und an die Mata Hari Videotheken GmbH verkauft. Die neue Eigentümerin nahm Umbauten vor und funktionierte das Clubkino in ein Kino 2 um. Die Clubeinrichtung mit Stühlen und Tischen wurde in eine Reihenbestuhlung umgebaut. Die Kapazität der Visionsbar wurde auf zwölf Tische mit insgesamt 60 Plätzen erweitert. Die Visionsbar ist als Raucherbereich ausgewiesen. Am 16. Juni 2010 erwarb die niederländische Familie Van de Merwe das Capitol, die es bis heute (Stand 2021) betreibt.
Im örtlichen Denkmalverzeichnis ist das Kino unter der Erfassungsnummer 094 60610 als Baudenkmal verzeichnet.
Das Kino gilt als wichtiges Zeugnis für den Einfluss von Formen des Expressionismus auf die Architektur.